# Puli (hondenras)
De puli is een kleine Hongaarse herdershond met een zeer markante vacht. Het ras is verwant aan de pumi en andere langharige herdersrassen, waaronder de schapendoes. Er wordt beweerd dat de puli afkomstig is uit Mesopotamië, en daarmee tot de oudste hondenrassen behoort, maar dat is een hoax. In feite wordt de hond voor het eerst genoemd in de 18e eeuw. De naam puli werd in Hongarije echter tot in het begin van de 20e eeuw gebruikt voor alle kleine veedrijvers. Pas in de jaren 1920 wordt de puli als ras beschreven en verzelfstandigd, evenals de pumi en iets later ook de mudi. De raspunten van de puli zijn sindsdien enkele malen gewijzigd.

## Uiterlijk
De vacht is een raskenmerk van de puli, en doet denken aan verwantschap met de veel grotere komondor en de Italiaanse bergamasco. De vacht bestaat uit lange koorden vervilt onderhaar. De koorden kunnen tot aan de grond reiken, zijn vast en zwaar en hun vorming duurt twee tot drie jaar. De vacht beschermt de hond zowel tegen kou als tegen vijanden. Het haar wordt niet gewisseld en groeit traag. De puli heeft afhangende oren, donkere amandelvormige ogen en een zwarte neus. De dichtbehaarde staart staat in een krul boven zijn rug.

## Vachtverzorging
De puli wordt nooit geborsteld of gekamd, zodat zich de typische koorden kunnen vormen. Bij de jonge puli is het wel nodig bij de vorming van de koorden te helpen, zodat een vorming van een uniforme haarplank wordt voorkomen. De puli wordt maar zelden gewassen, het drogen kan dagen duren.

## Karakter
De puli is zelfstandig, dominant, waaks, moedig, sociaal, intelligent en trouw aan zijn baas. Hij is wantrouwig tegen vreemden. Deze kenmerken maken hem geschikt als herder. De puli kan beter niet in een kleine flat of in een ren gehouden worden.